# 海龍王寺
海龍王寺（かいりゅうおうじ）は、奈良県奈良市法華寺北町にある真言律宗の寺院。山号は佐保山。本尊は十一面観音。光明皇后の皇后宮（藤原不比等の邸宅跡）の北東隅に建てられたことから隅寺（すみでら）の別称がある。

## 歴史
海龍王寺は平城宮跡の東方、総国分尼寺として知られる法華寺の東北に隣接している。法華寺と海龍王寺のある一画は、かつては藤原不比等の邸宅であった。養老4年（720年）の不比等の死後、邸宅は娘の光明皇后が相続して皇后宮となり、天平17年（745年）にはこれが宮寺（のちの法華寺）となった。
海龍王寺は、『続日本紀』、正倉院文書などの奈良時代の記録では「隅寺」「隅院」「角寺」「角院」などと呼ばれている。正倉院文書では天平8年（736年）には「隅院」の存在が確認できる。「隅寺」とは、皇后宮（藤原不比等邸跡）の東北の隅にあったことから付けられた名称と言われている。「平城京の東北隅にあったため」と解説する資料が多いが、位置関係から見て妥当でない。
「隅寺」の創建について、伝承では天平3年（731年）、光明皇后の発願で建立され、僧・玄昉が初代住持となったというが、このことは正史に記載がなく、創建時期や事情について正確なところはわかっていない。なお、海龍王寺境内からは飛鳥時代から奈良時代前期の古瓦が出土しており、平城京遷都以前に何らかの前身建物が存在した可能性が指摘されている。海龍王寺の敷地は、平城京の整然とした条坊（碁盤目状の町割り）からずれて位置しており、平城京内を南北に貫通する道の一つである東二坊大路は、海龍王寺の境内を避けて、やや東にずれている（現在の道路にもその名残りが見られる）。このことは発掘調査等から、先に寺院等の施設があり、後から道がつくられたことを意味している。
正倉院文書では天平10年（738年）の「経師等造物并給物案」という写経関係の文書の中に「隅院」とあるのが初出である。この文書は光明皇后発願の一切経書写の一部が隅院で行われたことを示すものだが、その2年前の天平8年（736年）作成の別の文書（写経目録）に、上記「経師等造物并給物案」と共通する内容が記載されていることから、「隅院」が天平8年に存在したことは確実視されている。海龍王寺という寺号は、海龍王経という経典にちなむものだが、いつごろからこの寺号が使われるようになったのかは定かでない。文献上は、貞観10年（868年）10月4日付けの太政官符（類聚三代格所収）にみえるのが最古の例である。玄昉が唐から日本への帰途、暴風雨に遭った際に海龍王経を唱えて救われたという伝承もある。
発掘調査の結果により、奈良時代の海龍王寺には、小規模ながら、中金堂（ちゅうこんどう）、東金堂、西金堂の3つの金堂があったことがわかっている。伽藍配置は、中門の左右から発した回廊が伽藍主要部を方形に囲んで中金堂の左右に達し、回廊で囲まれた内側に南北棟の東金堂と西金堂が相対して建つものであった。現存する西金堂は、位置、規模等は奈良時代のままであるが、鎌倉時代に再建に近い修理を受けており、主要な部材はおおむね鎌倉時代のものに代わっている。中金堂の旧地には本堂が建ち、東金堂は明治時代初期に失われた後、再建されていない。
平安時代の寺史についてはあまりはっきりしていないが、興福寺の支配下にあったようである。鎌倉時代には、真言律宗の宗祖である叡尊が嘉禎2年（1236年）から暦仁元年（1238年）まで当寺に住して復興を行っており、貞治4年（1365年）には第13代信尊和尚、康暦元年（1379年）には第15代貞泉和尚、長禄元年（1457年）には第28代元澄和尚、天文7年（1538年）には光淳和尚、明和3年（1766年）には高瑜和尚と、海龍王寺から五名の西大寺長老を輩出しており、真言律宗の中でも筆頭格の寺院であった。
江戸時代には寺領が100石あったが明治時代に入ると没収され、神仏分離令のなかで東金堂も失われ、境内の荒廃も進み、長らく無住の時期が続いた。しかし、1953年（昭和28年）に中興1世の松本重信が特任住職として着任し、堂宇の修理、境内の整備が行われた。長らく奈良国立博物館に寄託されていた五重小塔も本来の安置場所である西金堂に戻された。

## 五重小塔

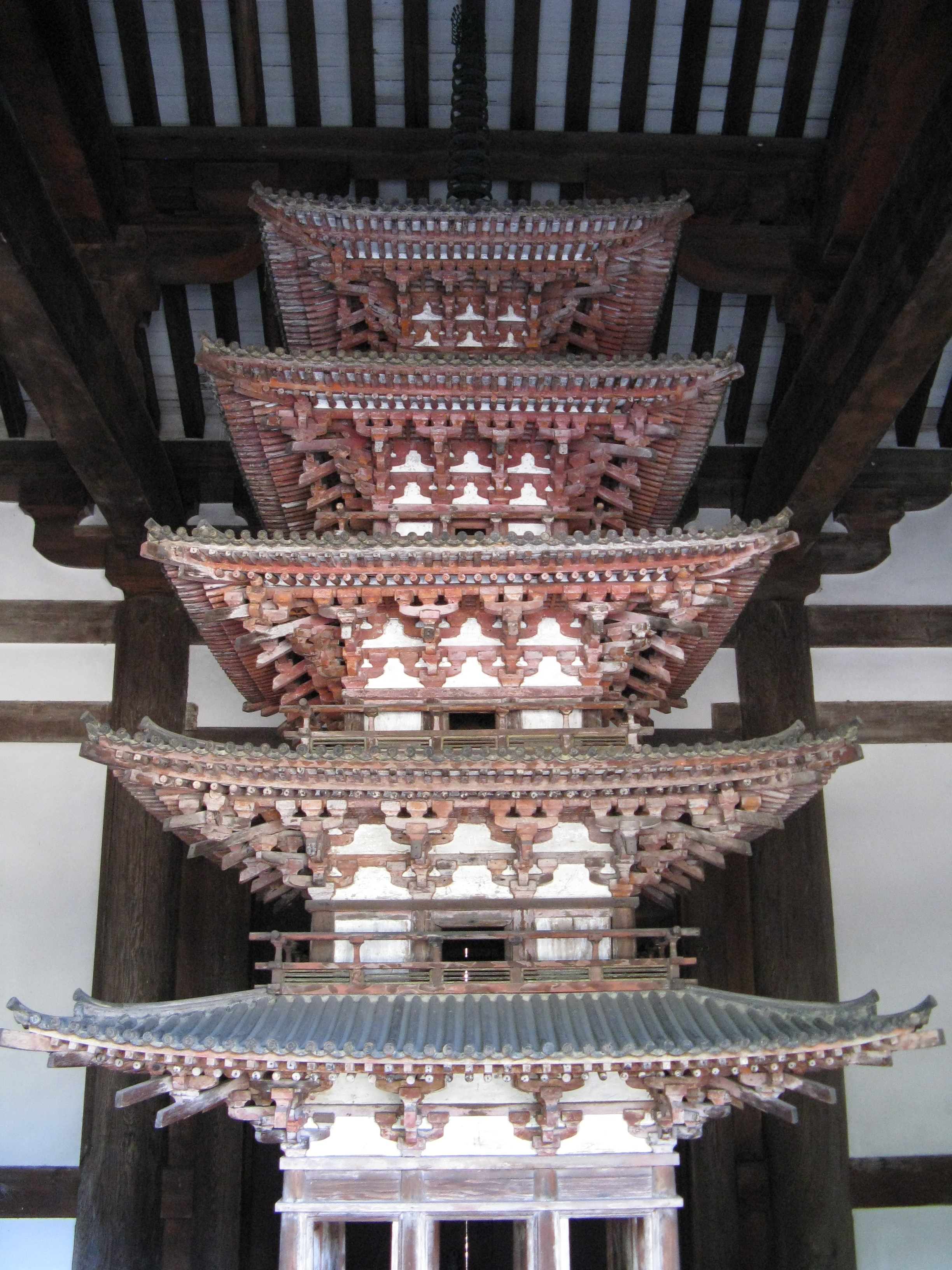
五重小塔

国宝。昭和二十六年六月九日、国宝十八号として指定。西金堂内に安置。相輪を含む総高4.01メートル（相輪を除く高さは2.85メートル）の小塔だが、工芸品ではなく「建造物」として国宝に指定されており「国内最小の国宝五重塔」である。当初から屋内に安置されていたもの。木箱入り法華経2巻と垂木木口金物2個が国宝の附（つけたり）として指定されている。奈良市・元興寺（極楽坊）の五重小塔が内部構造も省略せず、屋外にある塔と同様に1つ1つの部材を組み上げて造られているのに対し、海龍王寺の小塔は箱状の構造物を積み上げ、組物などの細かい部材は外側から貼り付けたものである。しかし、様式的には元興寺小塔より古い8世紀前半頃のもので、細部様式が薬師寺の三重塔に類似しており、遺例の少ない奈良時代建築の様式を知るうえで重要である。
後世の塔では、四隅に45度の角度で突出する組物と、その両隣の組物とは肘木で連結するが、この小塔では連結されていない。後世の建物では、四隅の組物には鬼斗（おにと）という、特殊な形状の斗（ます）を用いるのが普通だが、この小塔では四隅にも通常の斗を使っている。また、軒の部分に支輪（しりん）という斜め方向の壁状のものを設けず、水平に張られた軒天井とするのも古い要素である。以上の点は薬師寺東塔と同様の構造になる。
一方で、薬師寺東塔より時代の下る要素もいくつかある。一番外側の軒桁（垂木を直接支える水平材）は、薬師寺東塔では断面角形だが、この小塔では断面円形である。薬師寺東塔では三手先（みてさき）の組物の二手目の肘木には斗（ます）が1つしか乗らないが、この小塔では斗が2個乗り、後世の塔と同様になっている。以上のことから、この小塔の様式は、天平2年（730年）頃建立の薬師寺東塔よりは新しいが、奈良時代末期の當麻寺東塔よりはさかのぼるものとみられる。
この塔の初重には扉や壁がない。初重と二重目の間には組み入れの格天井を張るが、それ以外の設備は何もなく、当初どのような用途に使われたものかは不明である。前述の木箱入り法華経2巻は塔内に安置されていたものだが、鎌倉時代のものである。この塔は小さいながらも「模型」ではなく、正式の「塔」として造られ、西金堂はその覆屋として建てられたものだとする説もある。基壇には永仁2年（1297年）の銘があって、その頃修理が行われたと推定される。また、相輪は1906年（明治39年）の補作で、当初の状況は不明である。
なお、海龍王寺は皇后宮の内廷寺院として、聖武天皇・光明皇后を支えたが、五重小塔および西金堂は、光明皇后宮内に残る唯一の天平時代建造物であるとともに、内廷仏教と内廷寺院の中心伽藍を現在に伝える仏教建造物として重要な役割を果たしている。

## 境内

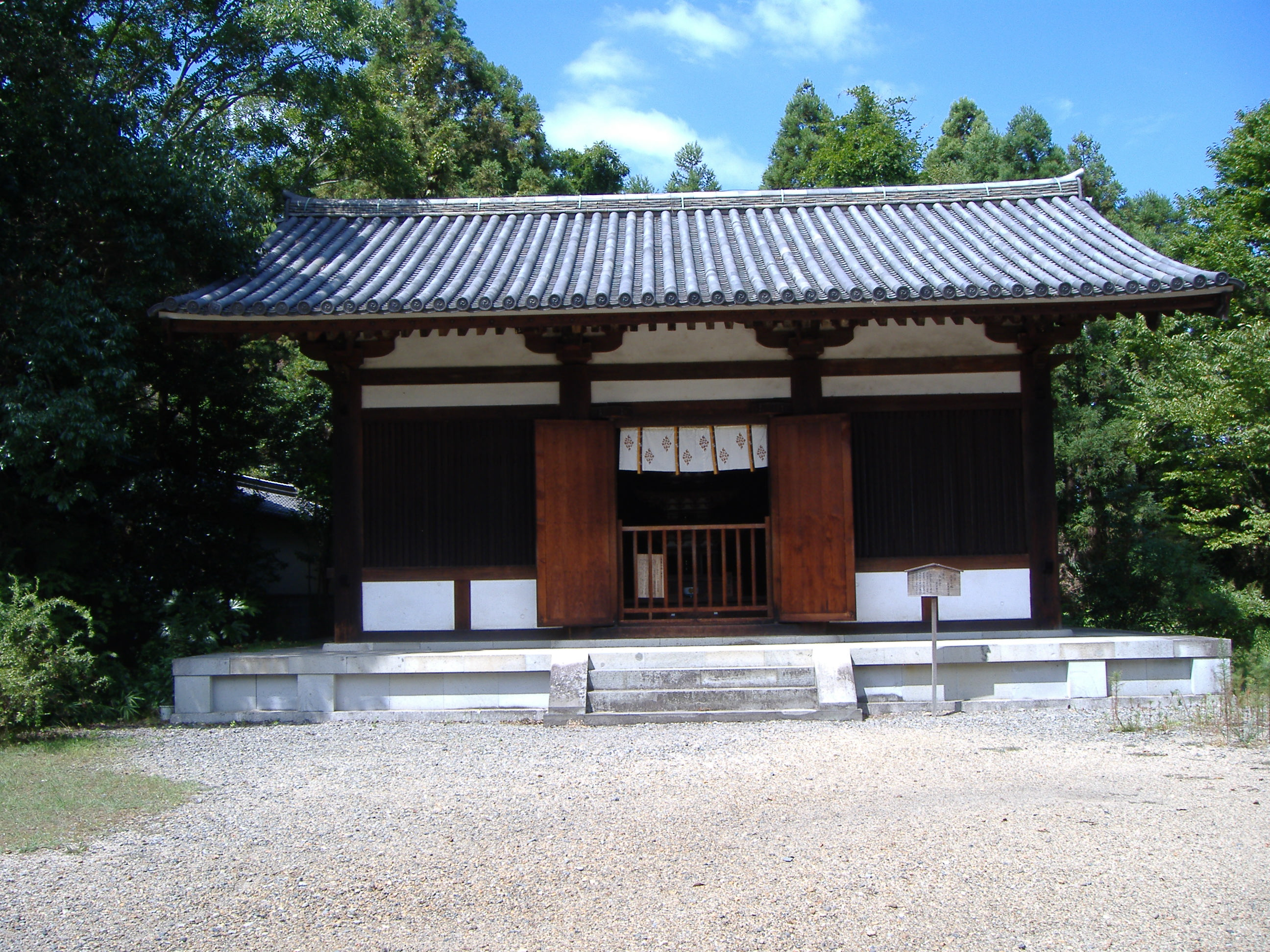
西金堂（重要文化財）

- 本堂（奈良市指定有形文化財） - 寛文6年（1666年）再建。和様建築。
- 西金堂（重要文化財） - 奈良時代の建立（鎌倉時代に大修理）。内部に五重小塔（国宝）を安置する。切妻造、本瓦葺き、正面3間、側面2間の小規模な仏堂である（ここでいう「間」は長さの単位ではなく、柱間の数を表す建築用語）。古代の仏堂で現存するものは、構造的に中心部の「身舎」（もや）と、その周囲の「庇」という2つの部分からなるものが多いが、この西金堂は「身舎」のみで「庇」にあたる部分がない、簡素な建物である。奈良時代の建物ではあるが、鎌倉時代に再建に近い大修理を受けており、奈良時代の部材はその多くが当初位置ではなく、堂内の他の場所に転用されている。創建時より規模や様式的は変更は無いと考えられている。
- 春日社 - 鎮守社。
- 東金堂跡 - 創建当初は西金堂に向かい合う形で建ち、内部に五重小塔が建っていた。明治初年に廃絶し現在は基壇が残る。
- 経蔵（重要文化財） - 寄棟造、本瓦葺きの小建物。鎌倉時代に、西大寺の中興の祖・叡尊により造立されたと伝わる。叡尊の年譜（『興正菩薩行実年譜』）に、正応元年（1288年）、海龍王寺の堂宇を修造し、経蔵を新築したことがみえ、これにあたるものと推定される。
- 生木地蔵堂
- 庫裏
- 築地塀 - 室町時代の建立。
- 山門（奈良市指定有形文化財） - 室町時代の建立。

## 文化財

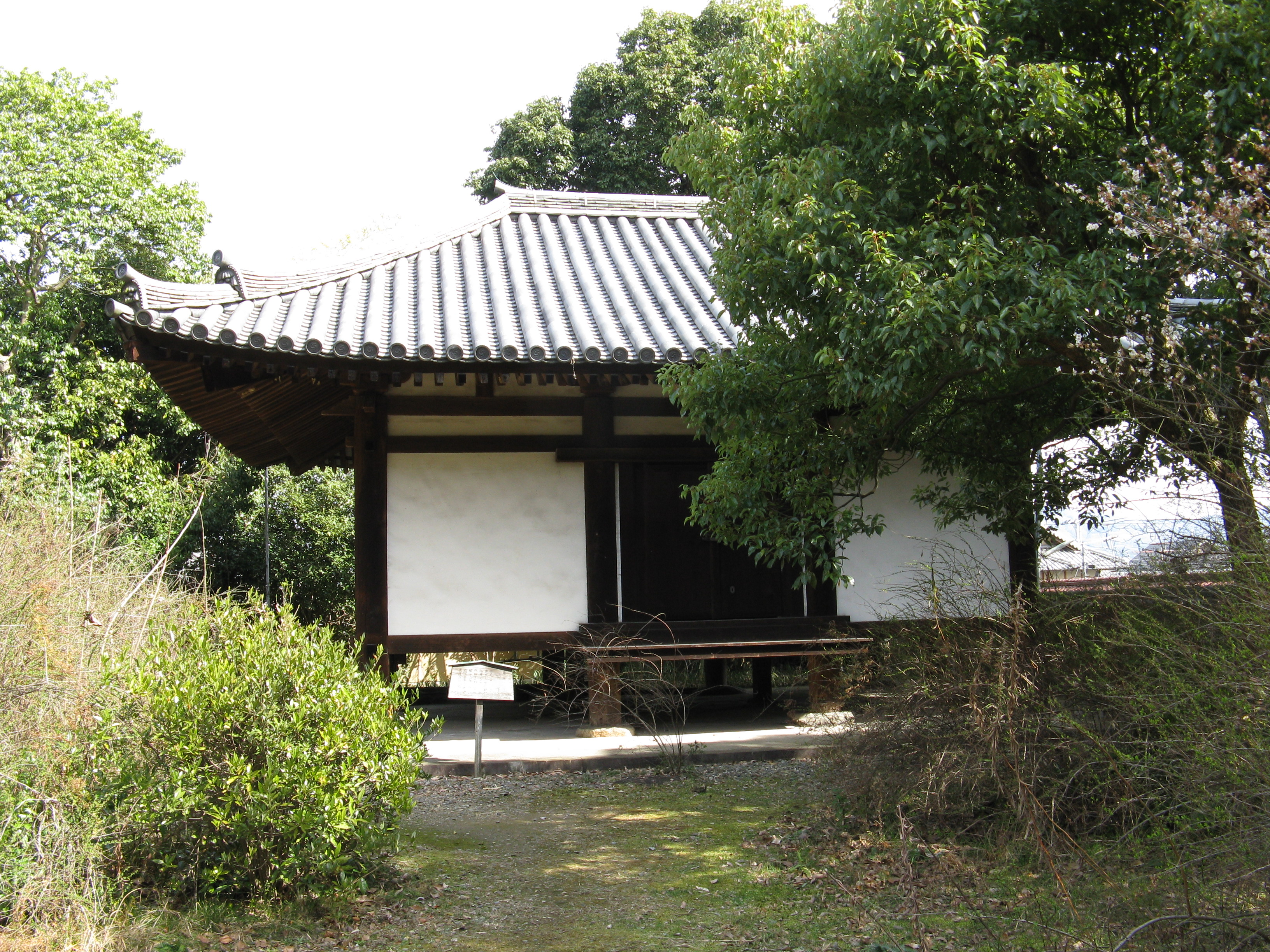
経蔵（重要文化財）

### 国宝
- 五重小塔 - 解説は前出。

### 重要文化財
- 西金堂
- 経蔵
- 木造十一面観音立像 - 海龍王寺の本尊。鎌倉時代の像。
- 木造文殊菩薩立像 - 鎌倉時代。
- 絹本着色毘沙門天像 - 鎌倉時代。奈良国立博物館寄託。
- 木造寺門勅額 - 聖武天皇の宸筆と伝わる。
- 鍍金舎利塔（正応三年七月銘） - 奈良国立博物館寄託。

### 奈良県指定有形文化財
- 絹本著色仏涅槃図 - 奈良時代。

### 奈良市指定有形文化財
- 本堂
- 山門
- 木造愛染明王坐像 - 室町時代。
- 隅寺心経 - 奈良時代。奈良国立博物館寄託。空海の書写と伝わる。
- 自在王菩薩経 2巻
- 般若心経 1巻

### その他の文化財
- 海龍王経 - 奈良時代。奈良国立博物館寄託。
- 法華経 - 鎌倉時代。

## 前後の札所
大和北部八十八ヶ所霊場
18 不退寺　-　19 海龍王寺　-　20 円福寺

## アクセス
- JR大和路線奈良駅・近鉄奈良駅より奈良交通バス（西大寺駅・航空自衛隊行き）「法華寺」下車すぐ
- 近鉄大和西大寺駅より奈良交通バス（JR奈良駅・白土町行き）「法華寺」下車すぐ

## 所在地
〒630-8001 奈良市法華寺町897番地

## エピソード
住職の石川重元が、親交のあるイラストレーターのみうらじゅんより「イケてる住職」という意味である「イケ住」の称号をつけられ、雑誌などでは「イケ住」と紹介されるケースがある。（関西SAVVY 2003年11月号「はじめまして奈良」）
モデルで仏像に詳しいはなが、2010年1月11日の朝日新聞東京版 ～奈良大和路 秘宝・秘仏特別開帳～ において、十一面観音菩薩立像と境内の雰囲気を「お気に入り」として挙げている。